# 小笠原流礼法
小笠原流礼法（おがさわらりゅうれいほう）とは、小笠原家に伝わった礼法。
『小笠原流礼法』の語は、1992年（平成4年）にNPO法人小笠原流・小笠原教場によって商標登録が行われている。

## 概要
室町時代に将軍・足利義満に仕えた今川氏頼・伊勢憲忠・小笠原長秀の3氏によって『三議一統』として完成された武家の礼法（室町礼法）が元となっており、それぞれの家系で今川流・伊勢流・小笠原流として伝えられた礼法のうちの一つである。
小笠原流礼法が民間に広まったきっかけは、江戸時代初期、小笠原流を学んだ水島卜也が江戸に小笠原流礼法の私塾を開いたことにある。水島は将軍・徳川綱吉の子、徳川徳松の髪置の儀に白髪を調進して有名となり、多数の門人を抱えた。この結果、水島派の小笠原流礼法が全国に広まった。
出版物としても『小笠原流躾方』や『小笠原百箇条』などのタイトルで、主に私塾や寺子屋などでマナーの教科書として使われる往来物として、一ジャンルをなした。代表的なものとして、『小笠原百箇条』の名で、「一、人前で楊枝を使ひ候事（人の前で楊枝を使って歯の掃除をするのはマナーが悪い）」など、人前で守るべき礼儀を100個箇条書きにしたものがある。国立国会図書館に収蔵されているもっとも古い版は、寛永9年（1632年）の版であり、この形式の物は江戸時代の初期から末期に至るまで出版されている。ただし、江戸時代においては、小笠原流は将軍家の公式の「御留流」であるため、小笠原家による正式な流儀が一般に広まることはなかった。
明治時代には、旧小倉藩主の小笠原家（小笠原惣領家）の小笠原忠忱が、小倉女学校(現在の福岡県立小倉西高等学校)の求めに応じて『小笠原流女礼抄』（1896年）を記した。小笠原惣領家の流派は、昭和期には小笠原忠統によって小笠原惣領家礼法研究所として発展し、現在は小笠原敬承斎が宗家である。
徳川将軍家に弓馬術礼法を教えた旗本の小笠原家（小笠原平兵衛家）の流派は、昭和時代に教育者として活動した小笠原清信よって、全国に広められた。この流派は現在は小笠原流弓馬術礼法小笠原教場（小笠原教場）として、現在は小笠原清忠が宗家である。

## 主な流派
昭和時代以降において小笠原流礼法を教える主な流派として、旧小倉藩主小笠原家（小笠原惣領家）の子孫である小笠原惣領家礼法研究所（小笠原惣領家）の流派（現在の惣領は小笠原敬承斎）と、旧旗本の小笠原家（小笠原平兵衛家）の子孫である小笠原流弓馬術礼法（小笠原教場）の流派（現在の惣領は小笠原清忠）がある。

### 成立
小笠原家は初代・小笠原長清に始まる清和源氏の家系。小笠原長清は応保2年（1162年）甲州に生まれ、父は加賀美二郎遠光、母は和田義盛の娘。最近までは甲府郊外に小笠原村があったが、現在は南アルプス市となっている。
小笠原姓は、高倉帝より賜ったといわれ、今日小笠原姓を名乗る家は全てこの長清に発している。小笠原長清は26歳のときに源頼朝の『糾方』(弓馬術礼法)師範となり、その後道統は長男の長経に伝えられた。

長経は源実朝の師範となっており、長経には二人の男子が居り、長男の長忠と次男の清経である。

長男・長忠の子孫は、信州松本の城主となり、次男・清経は伊豆の国の守護職となり伊豆の赤沢に住むようになる。
弓馬術礼法は長男の長忠が伝承し、小笠原一族の惣領家となる。次男の清経の子孫も長忠家の人達と一緒に鎌倉幕府に仕え、いつも極めて近い間柄として両家一体となって行動をしていた。特に長忠家7代の貞宗と清経家第7代の常興は、共に後醍醐天皇に仕えて、武家の定まった方式として、『修身論』と『体用論』をまとめた。これが小笠原弓馬術礼法の基本となっている。
この時から惣領家では三階菱の紋を、清経家では三階菱の中に十字を入れた紋を使うようになる。その後も両家は密接な関係を保ちながら戦国の世を戦い抜いて来たが、清経家の第17代貞経は、 惣領家の長時、貞慶親子から永禄5年（1562年）11月に弓馬術礼法の道統を承継した。
徳川時代に入ると、惣領家の者達は豊前小倉の城主、肥前唐津の城主、越前勝山の城主として明治に至るが、貞経は、徳川家康に招かれ、徳川秀忠の弓馬術礼法師範となり、御維新まで高家として幕府の弓馬術礼法の師範を務めていた。また20代・常春は享保9年（1724年）第8代将軍・徳川吉宗の命により新儀式としての流鏑馬を制定し、高田馬場で度々行なわれた。
このうち、小笠原貞経の子孫である小笠原家が小笠原流弓馬術礼法（小笠原教場）の系統に、旧小倉藩主の小笠原家が小笠原惣領家礼法研究所の系統になる。

## 小笠原流弓馬術礼法（小笠原教場）
弓馬術礼法小笠原流公式サイトによれば、「礼法･弓術（弓道）･弓馬術（流鏑馬）の三つを教授するものでその中の一つに礼法がある。
礼法が楷書、弓術が行書、流鏑馬が草書であるといわれている。
小笠原流礼法は弓馬術礼法小笠原流の一部であり、弓馬術礼法小笠原教場以外では教授することは出来ない」とのことである。
昭和時代まで上記のように、一子相伝で門外不出とされてきたが、小笠原家30世宗家として昭和29年に流派を継承した小笠原清信が多数の著書を記したり全国の教場で教えるなどの普及活動を行ったことで一般にも知られるようになった。小笠原清信は明治大学文学部教授や日本古武道振興会会長を歴任した人物で、昭和時代の弓道の名人として多数の神社などで流鏑馬奉納を行ったことでも知られる。こちらの系統は主に小笠原流の弓馬術の教場を通じて広まった。
清信没後は清信の子である小笠原清忠が小笠原家の宗家を受け継いでいる。

## 小笠原惣領家礼法研究所（小笠原惣領家）
旧小倉藩主小笠原家第三十二代当主である小笠原忠統が昭和40年代に事実上創始した。小笠原忠統は相模女子大学教授や日本儀礼文化協会総裁を歴任した人物で、戦前の旧伯爵としても知られる。こちらの系統は主に小笠原流のマナー教室を通じて広まった。